# چارلی جرج
چارلی جرج (به انگلیسی: Charlie George) بازیکن فوتبال زادهٔ ۱۰ اکتبر ۱۹۵۰ اهل انگلستان بود که سابقهٔ بازی در تیم ملی فوتبال انگلستان را در کارنامهٔ خود دارد. وی در تاریخ ۸ سپتامبر ۱۹۷۶ تنها بازی ملی خود را در مقابل تیم ملی فوتبال جمهوری ایرلند انجام داد.